# Parshurama

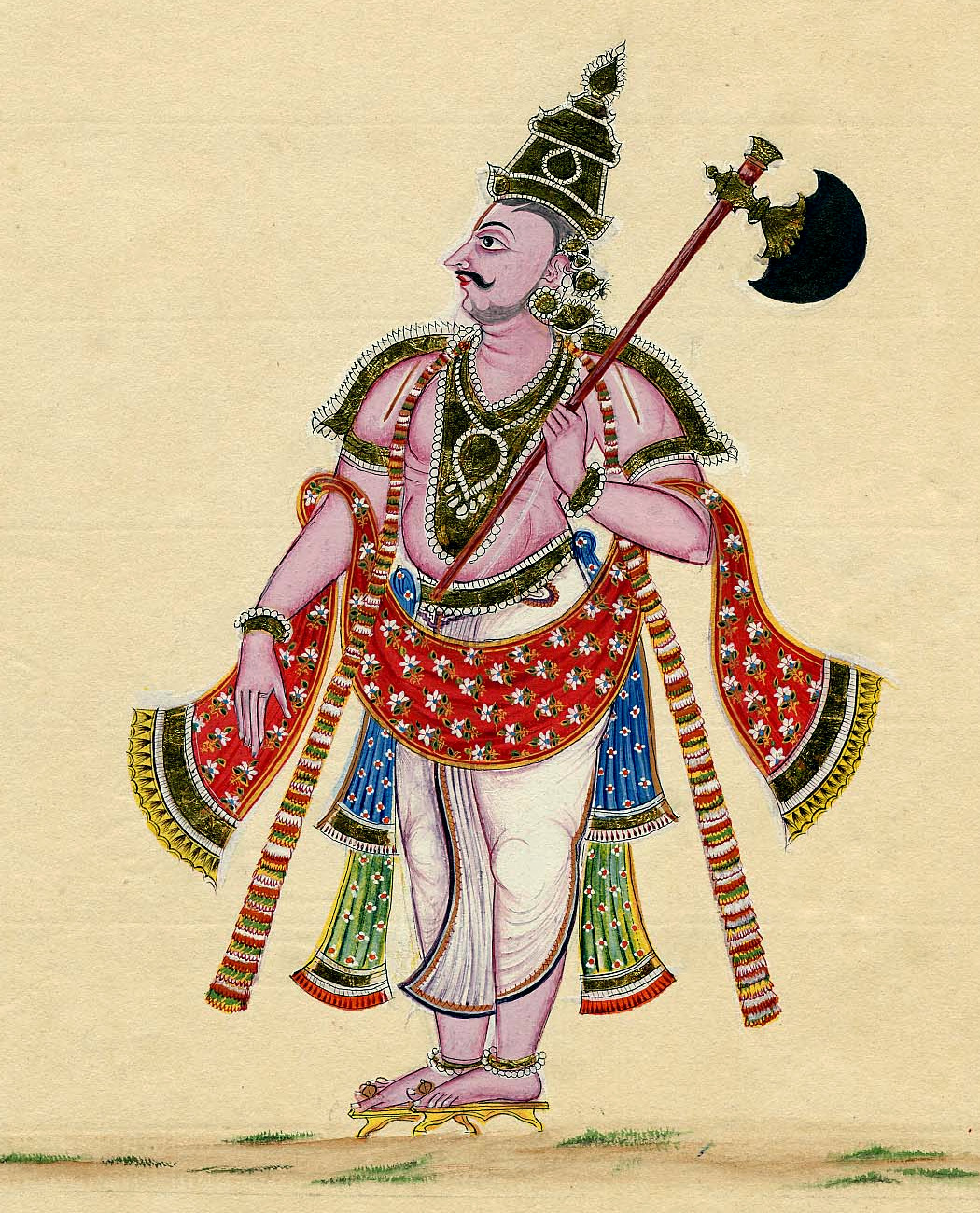
O pictură cu Parshurama.

În hinduism Parshurama a fost un avatar al zeului Vishnu. El apare iconografic ca un războinic cu o secure mare.
O legendă spune că mai demult casta războinicilor indieni (Kșatriya) erau foarte malefici și tirani. Ei chinuiau mereu celelalte caste, mai ales casta preoților hinduși (Brahmanii). Pentru că preoții hinduși erau puși în pericol, Vishnu s-a încarnat într-un războinic puternic numit Parshurama care și-a folosit toporul pentru a extermina întreaga castă Kșatriya.